# Martin Johnson Heade

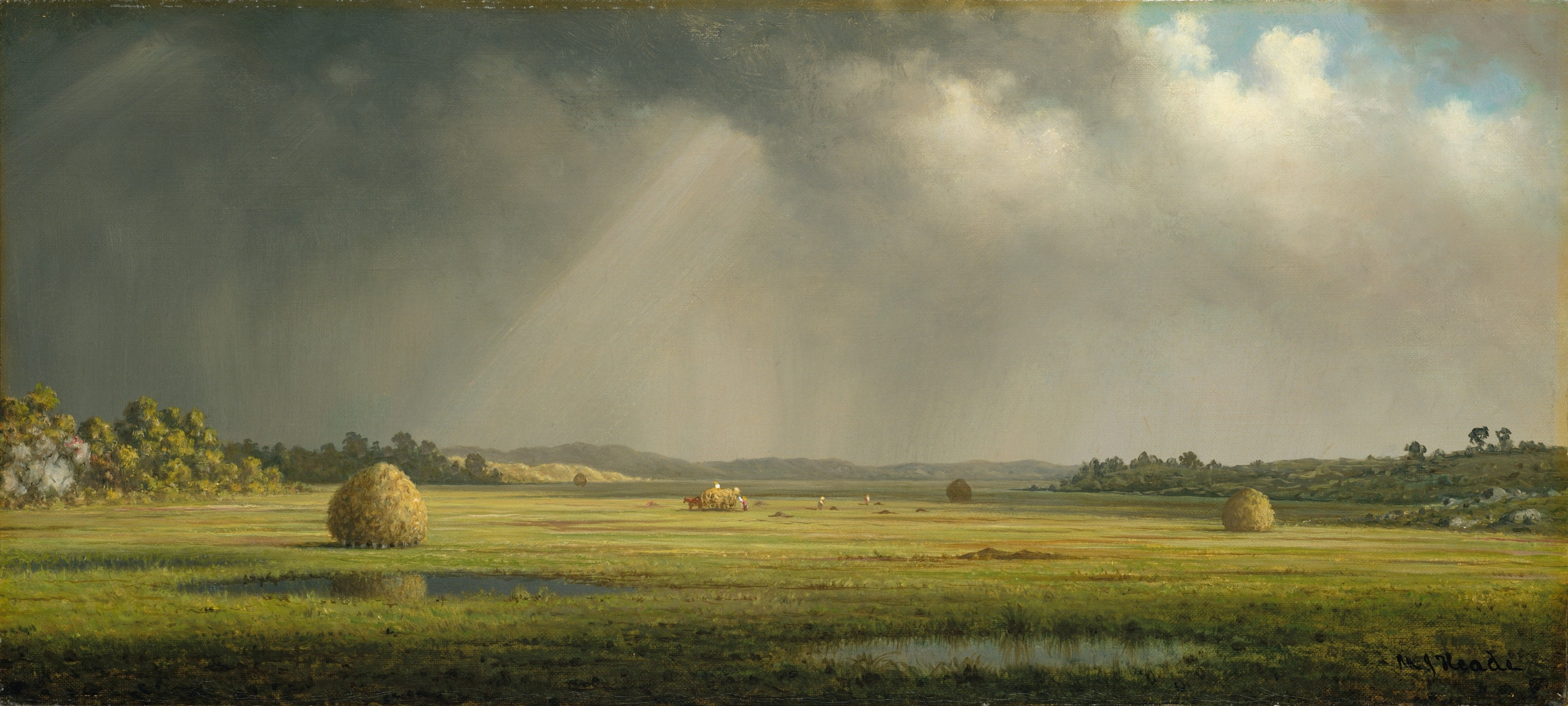
Campos de Newburyport

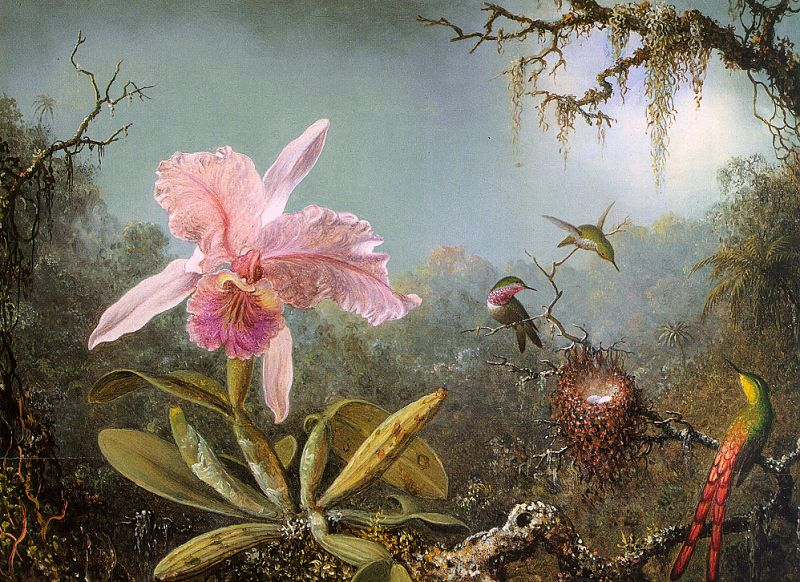
Orquídea e colibris brasileiros

Martin Johnson Heade (Lumberville, 11 de agosto de 1819 - St. Augustine, 4 de setembro de 1904) foi um prolífico e importante pintor do romantismo norte-americano. Durante algum tempo foi incluído entre os membros da Escola do Rio Hudson, mas recentemente a crítica o tem visto como um caso à parte, pela diversidade de seus temas e pelo tratamento técnico distinto de suas obras.

## Biografia
É possível que tenha recebido treinamento do pintor Edward Hicks. Em torno de 1839 produziu seus primeiros retratos, depois viajou a Roma, onde permaneceu por dois anos, e voltando à América expôs na Pennsylvania Academy of the Fine Arts. Voltou a Roma e levou uma vida de artista itinerante até se estabelecer em Nova Iorque em 1859, época em que começou a se interessar pelo paisagismo, gênero em que deixou suas obras mais importantes, através do contato com John Frederick Kensett e Benjamin Champney.
Nesta época abriu um atelier no mesmo prédio em que outros artistas da Escola do Rio Hudson trabalhavam, tornando-se amigo íntimo de Frederic Edwin Church. A pintura O coração dos Andes, deste autor, o fez se interessar pelos trópicos, viajando para o Brasil em 1863 para retratar a flora e a fauna local, especialmente os beija-flores (Hummingbirds), em uma grande série de magníficas obras.
Mais tarde visitou a Nicarágua, Colômbia, Panamá e Jamaica, continuando a pintar cenas tropicais, aves e flores até ao fim da carreira.
O tratamento que deu às suas paisagens fazem muitos considerá-lo um Luminista. Não conseguiu um grande sucesso em vida, e durante quase todo o século XX permaneceu esquecido. Sua reabilitação começou depois da II Guerra Mundial, e hoje é altamente apreciado. Algumas de suas obras são vendidas por mais um milhão de dólares e estão nos principais museus do seu país. Em 2004 uma de suas pinturas figurou num selo dos Correios norte-americanos.

## Galeria

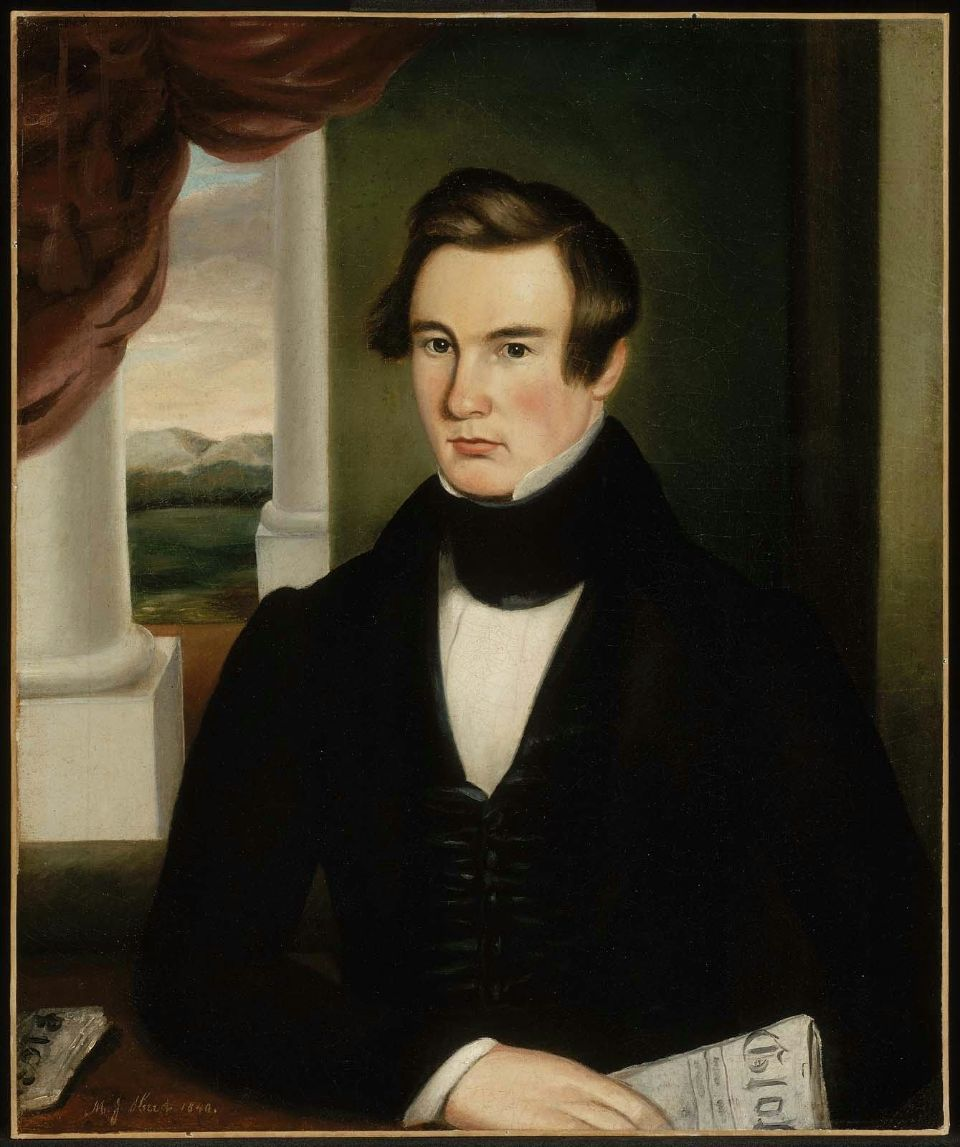
Retrato de um homem, 1840
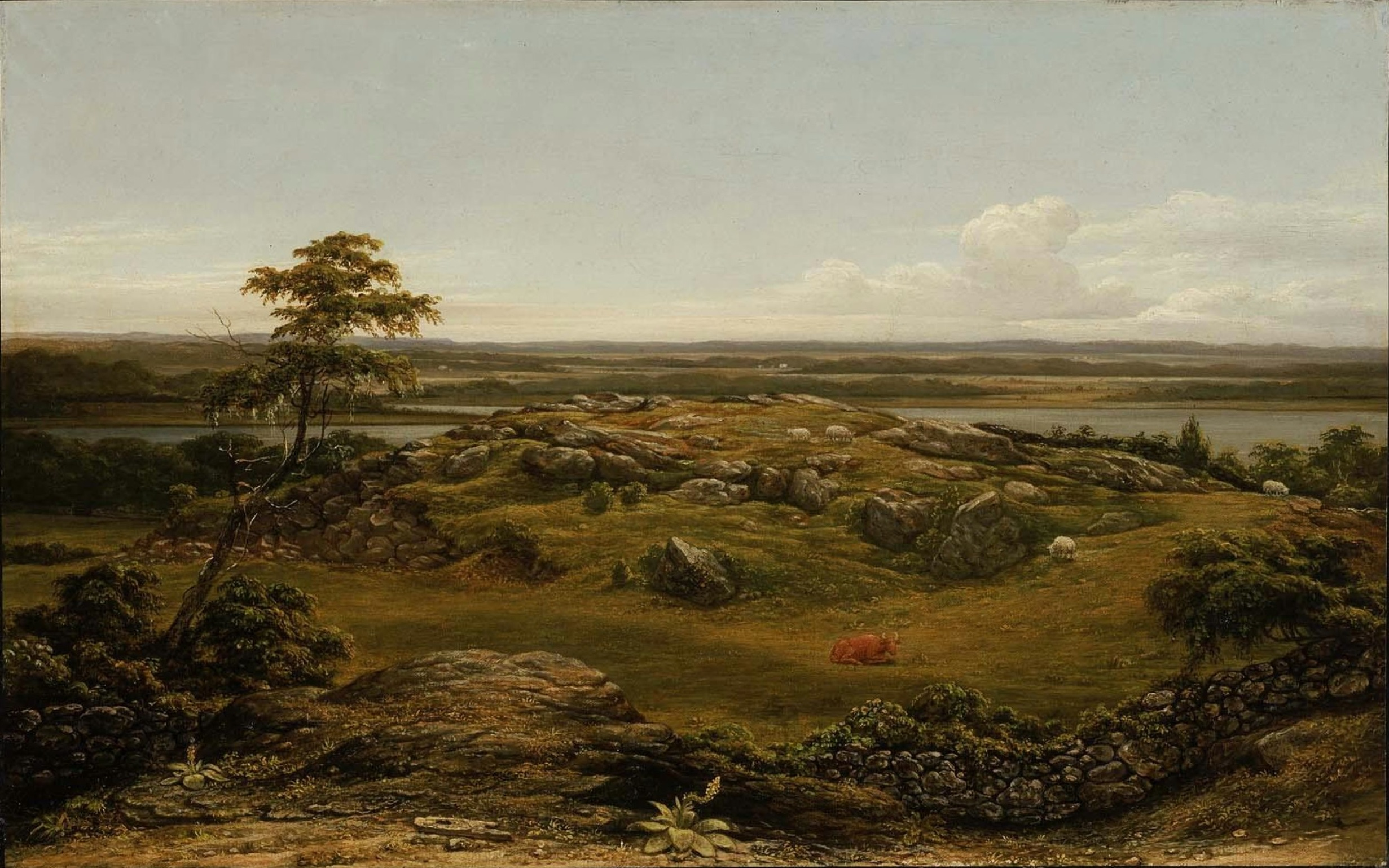
Rochas na Nova Inglaterra, 1855
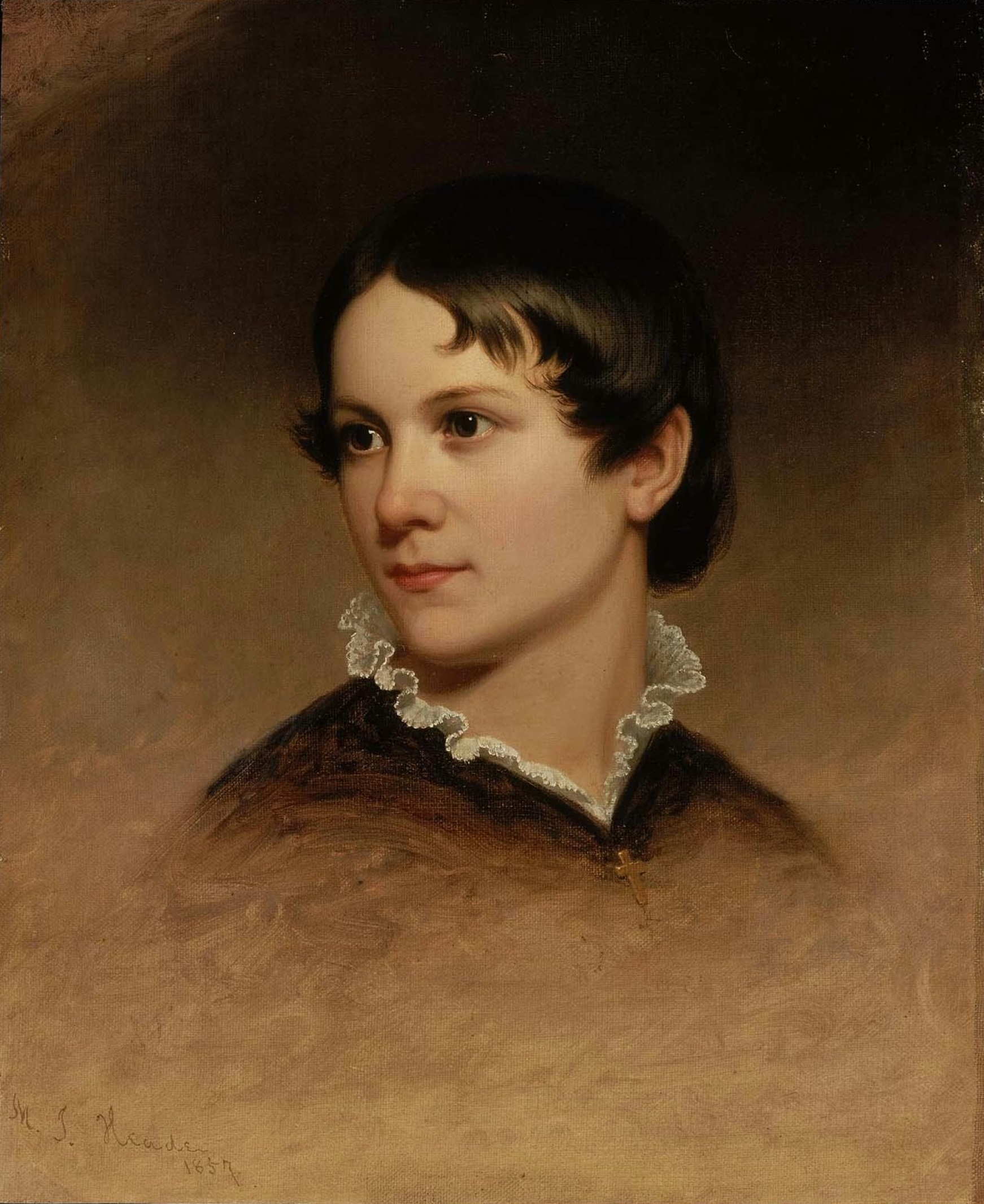
Mary Rebecca Clark, 1857
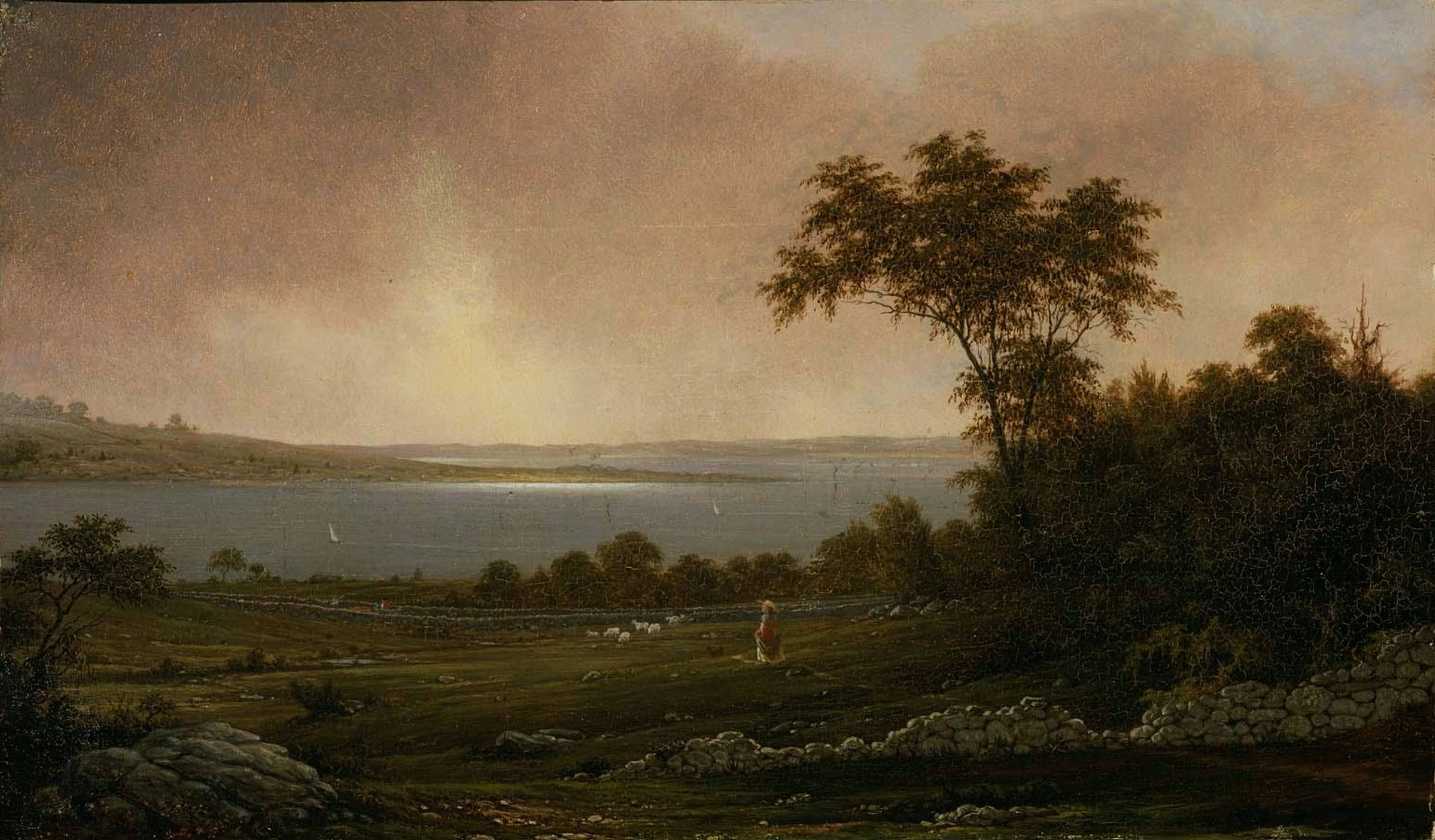
Paisagem de Rhode Island, 1859
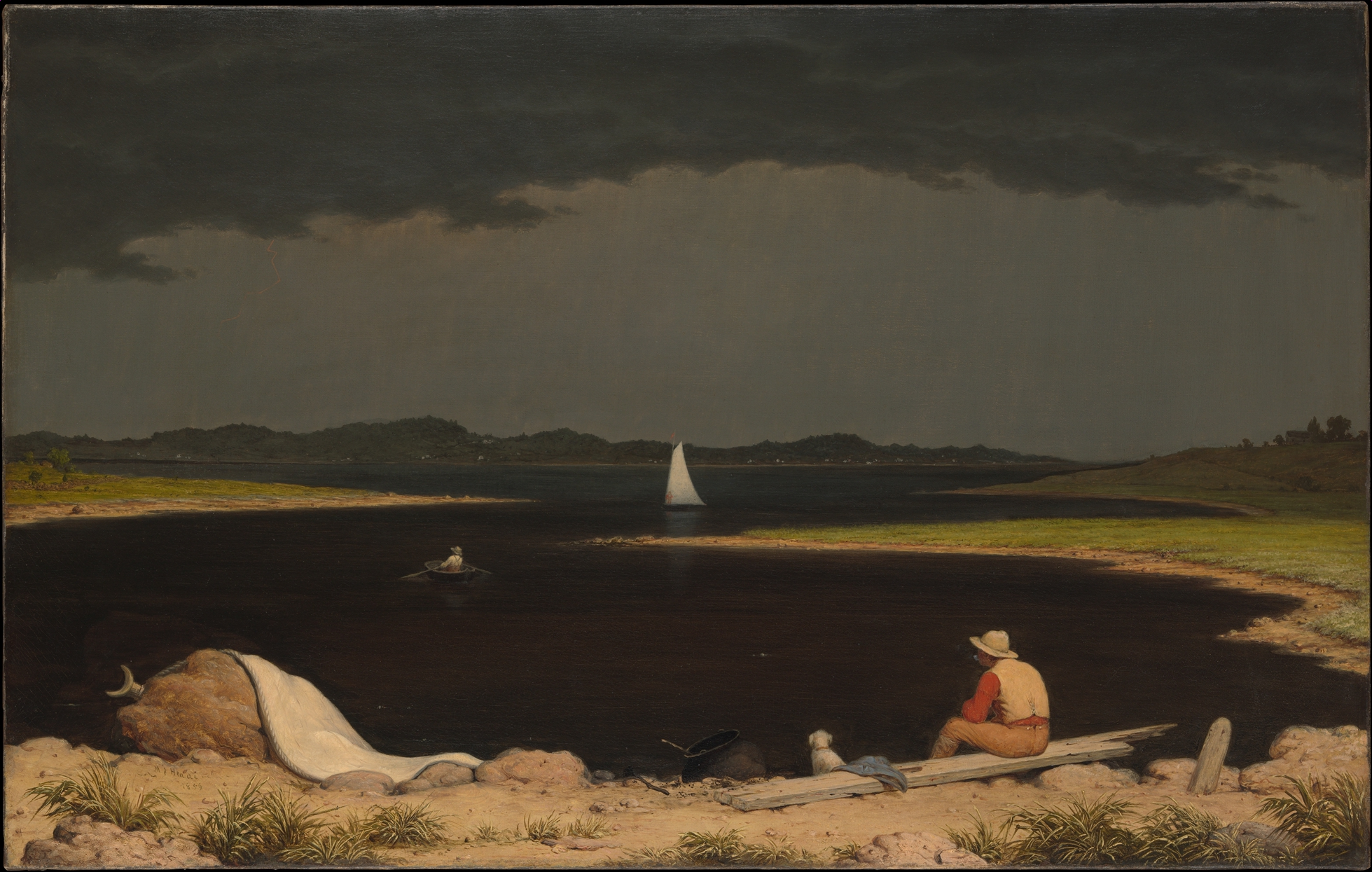
Tempestade de trovão se aproximando, 1859
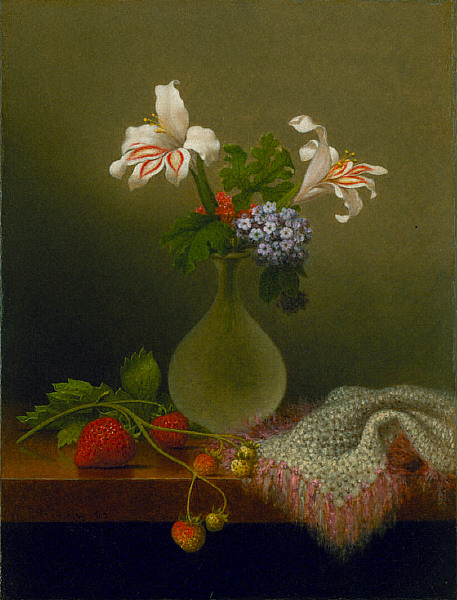
Um vaso de lírios de milho e heliotrópio, 1863
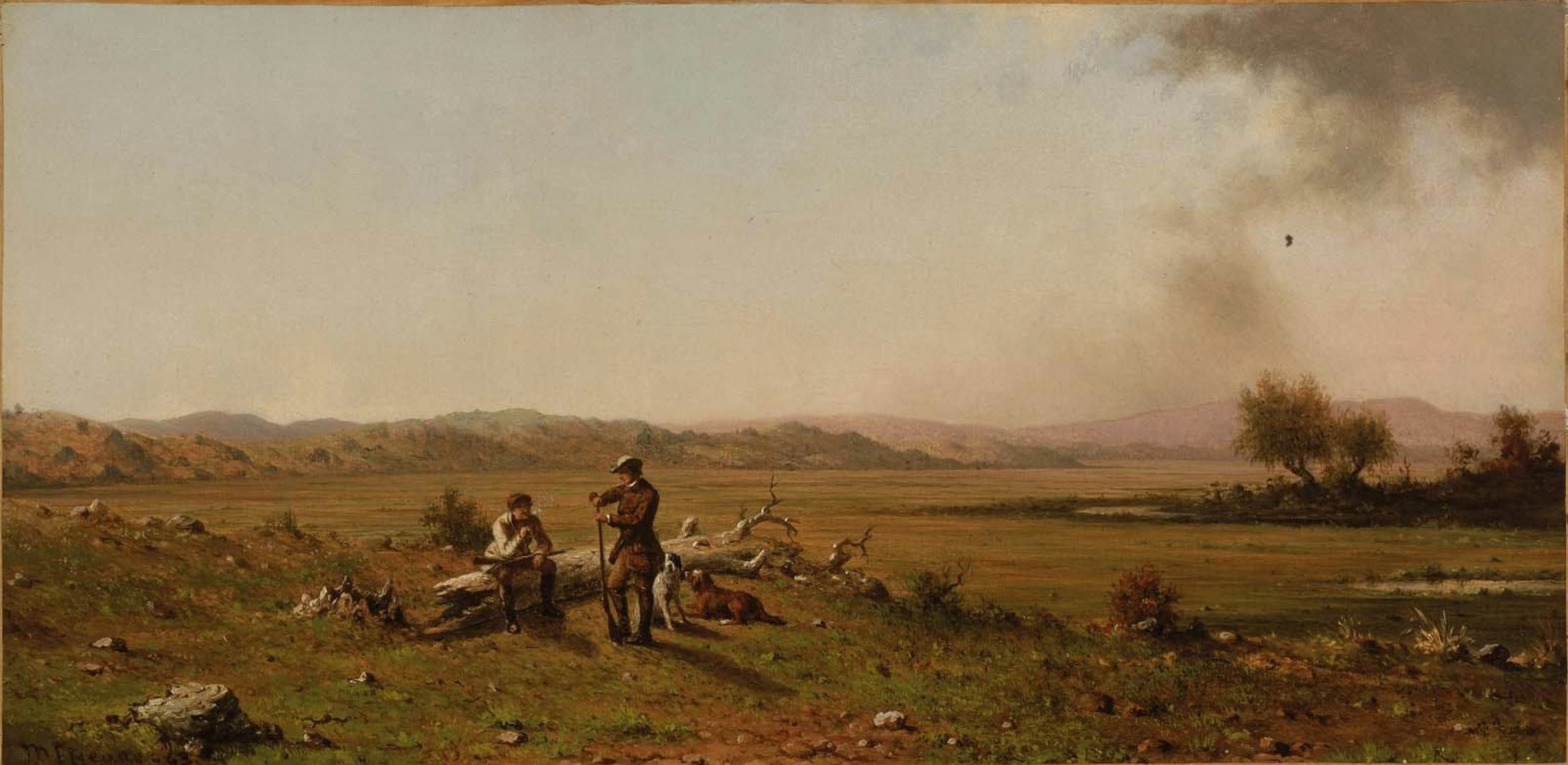
Hunters Resting, 1863
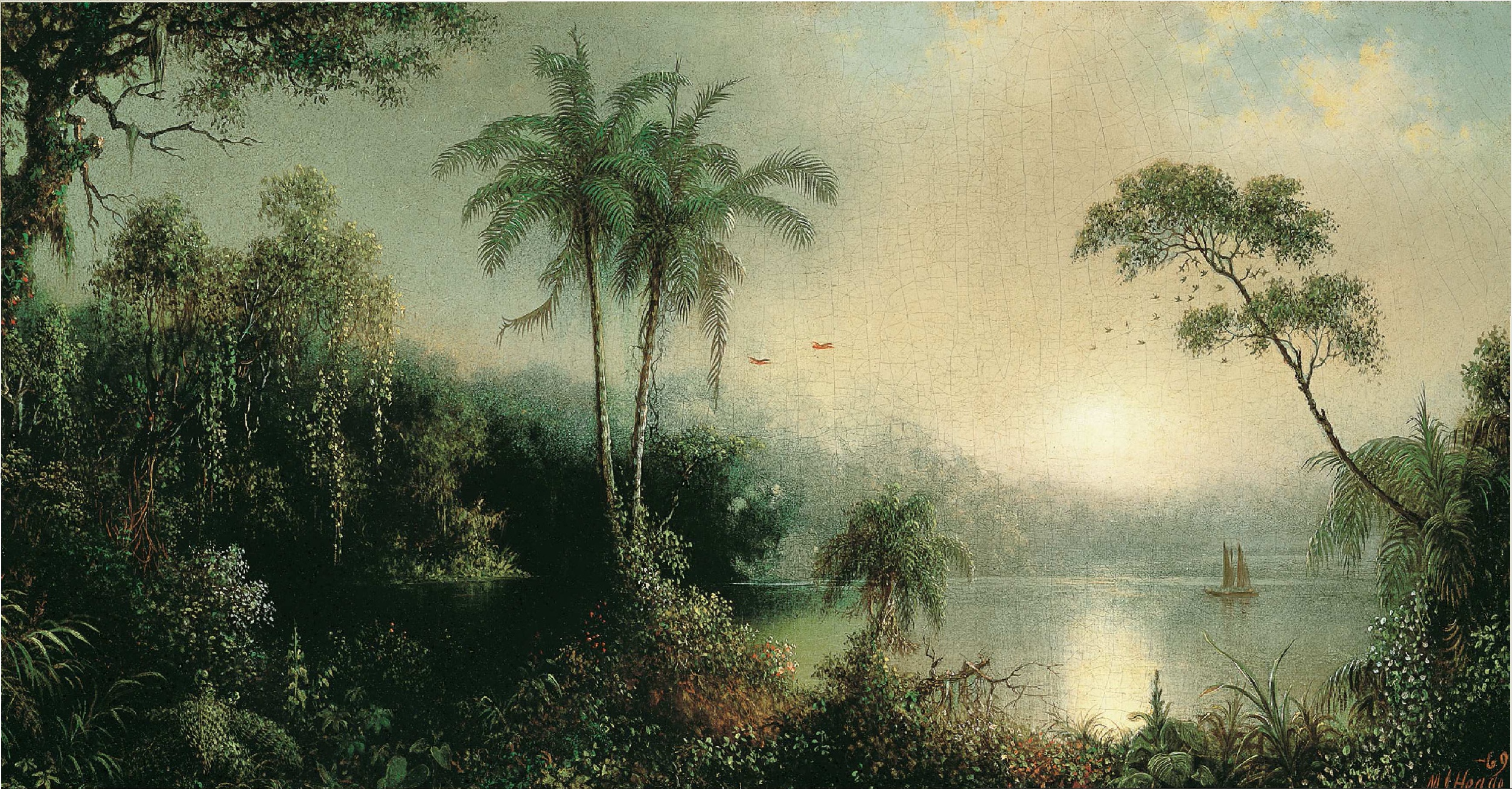
Nascer do sol na Nicarágua, 1869
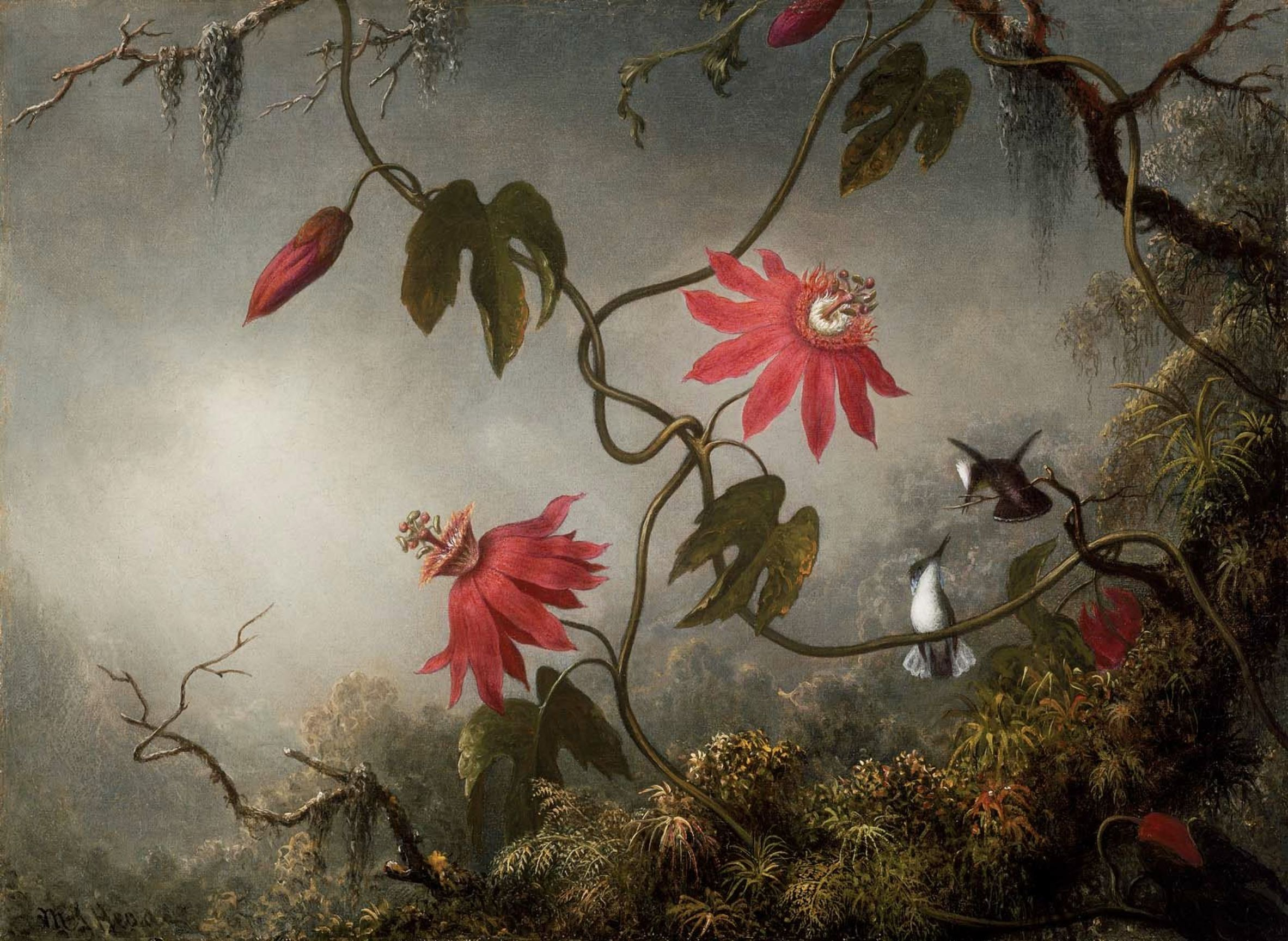
Flores da paixão com beija-flores, 1870-1883
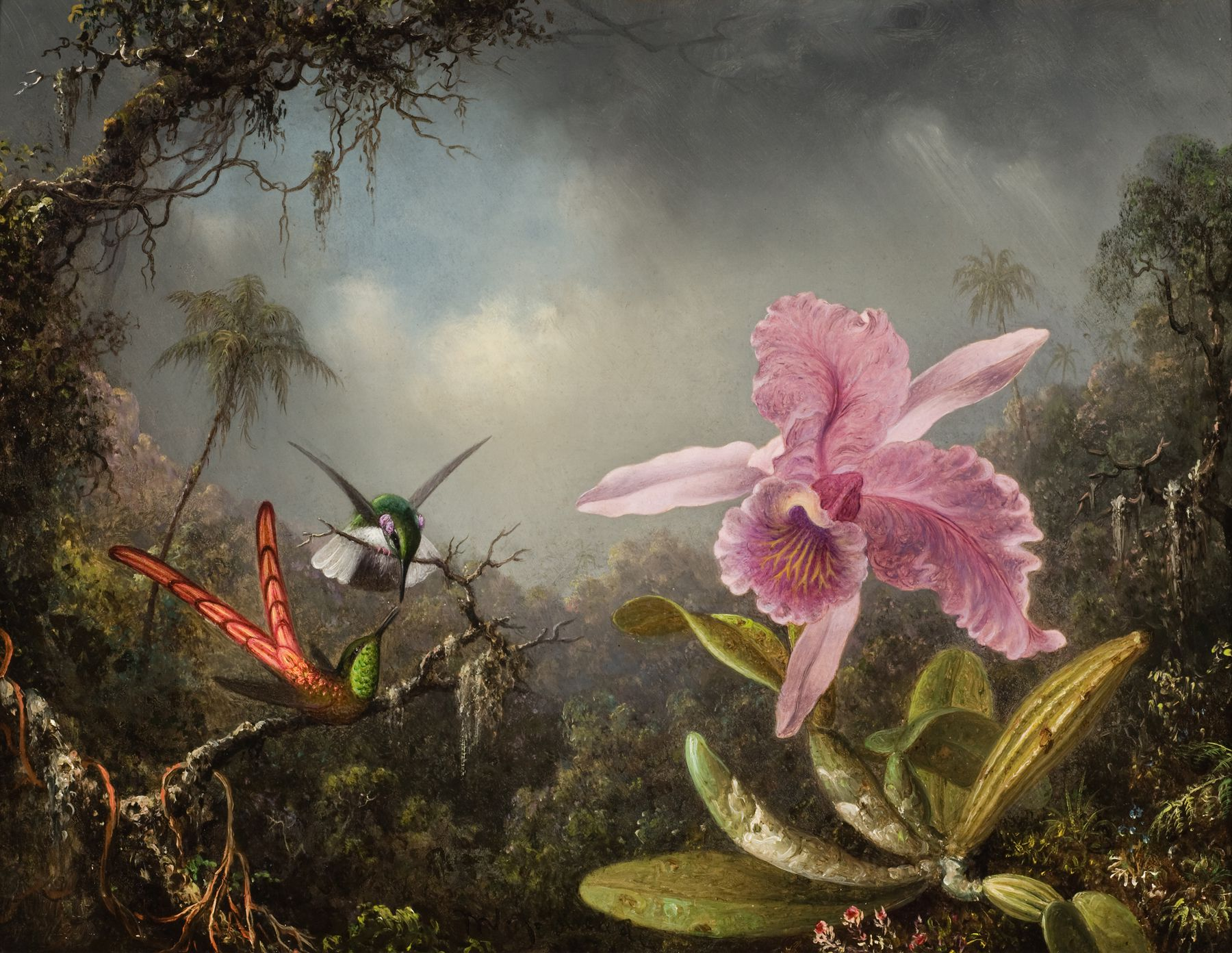
Orquídea com dois colibris, 1871, Reynolda House Museum of American Art
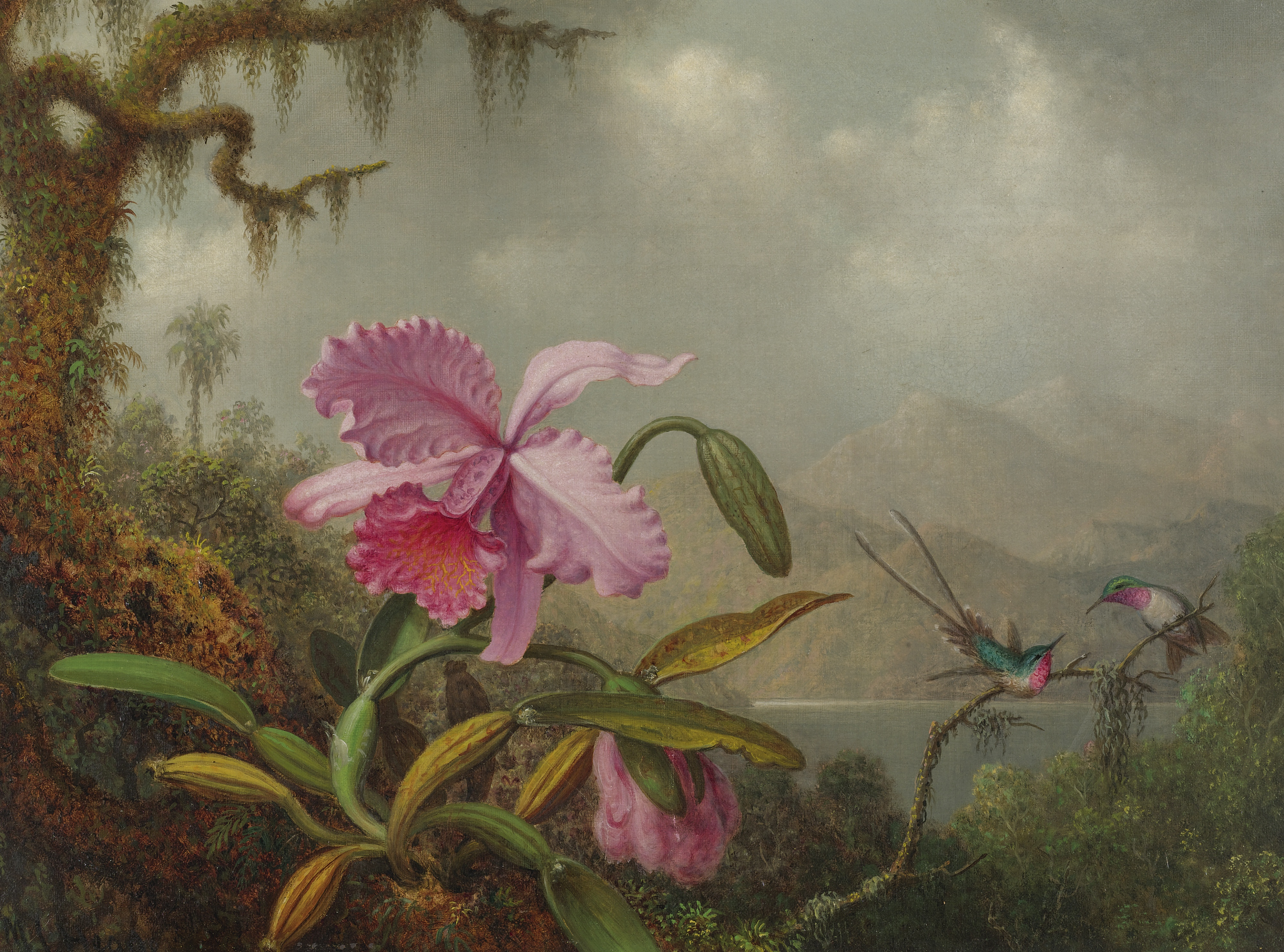
Orquídeas e Beija-flores, 1875-1890
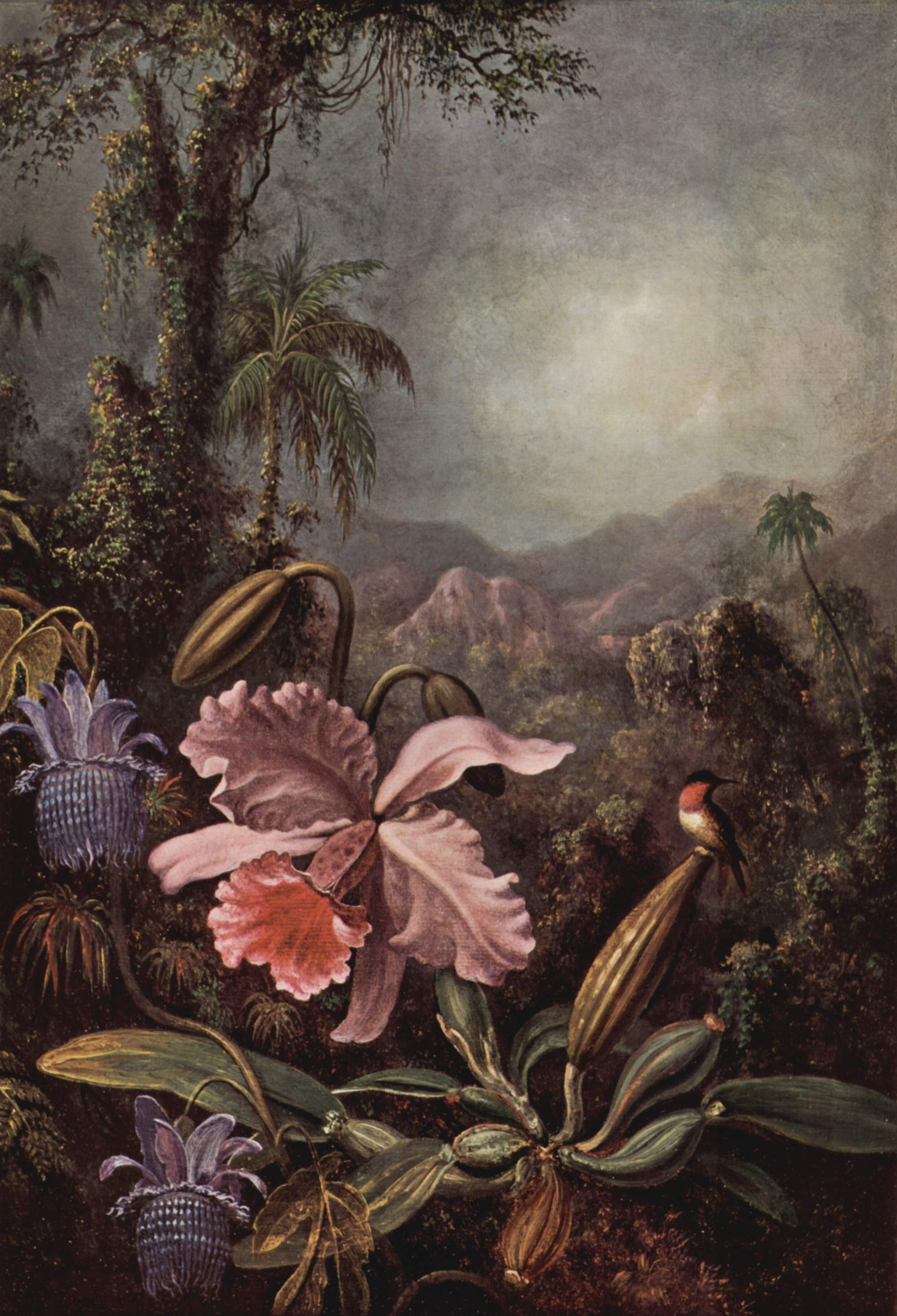
Orquídea e Beija-flor, 1880
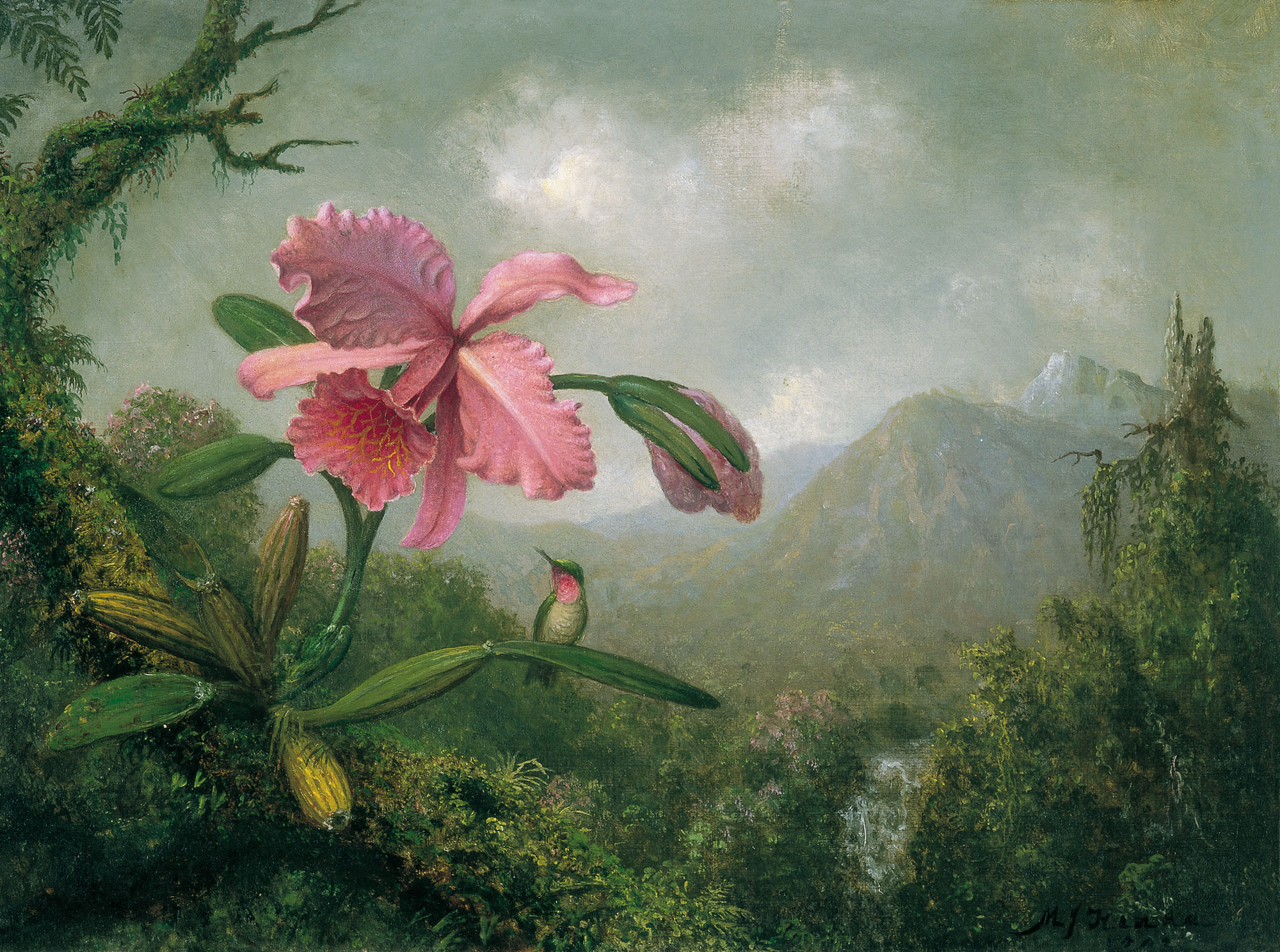
Orquídea e Beija-flor perto de uma cachoeira na montanha, 1902
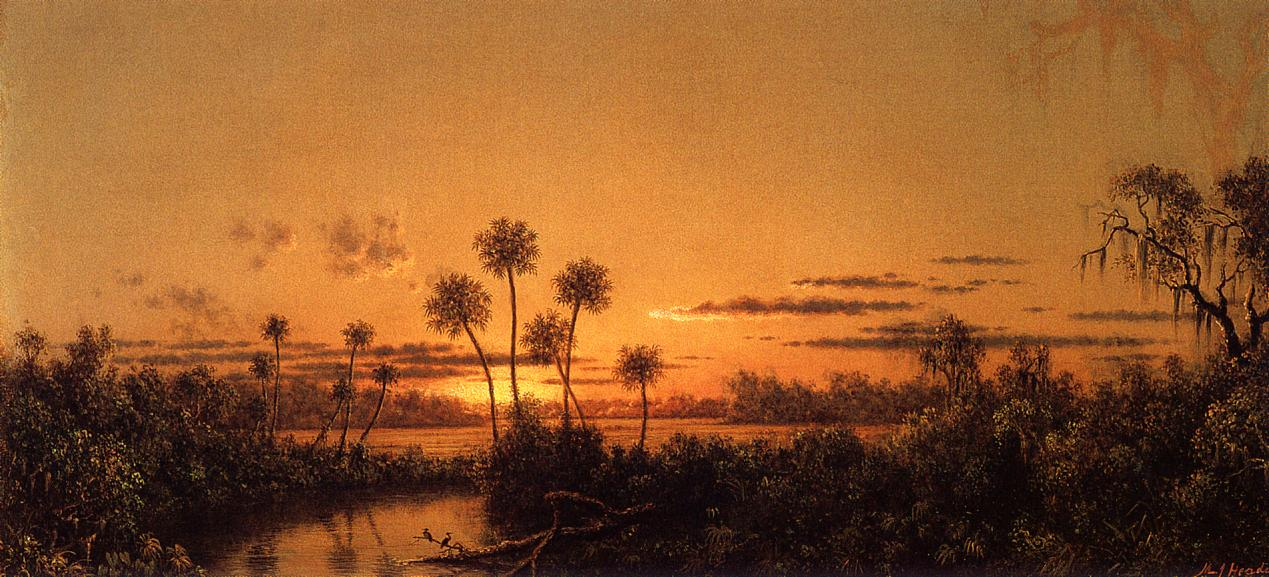
Cena do rio Flórida: início da noite, após o pôr do sol, c. 1887-1900
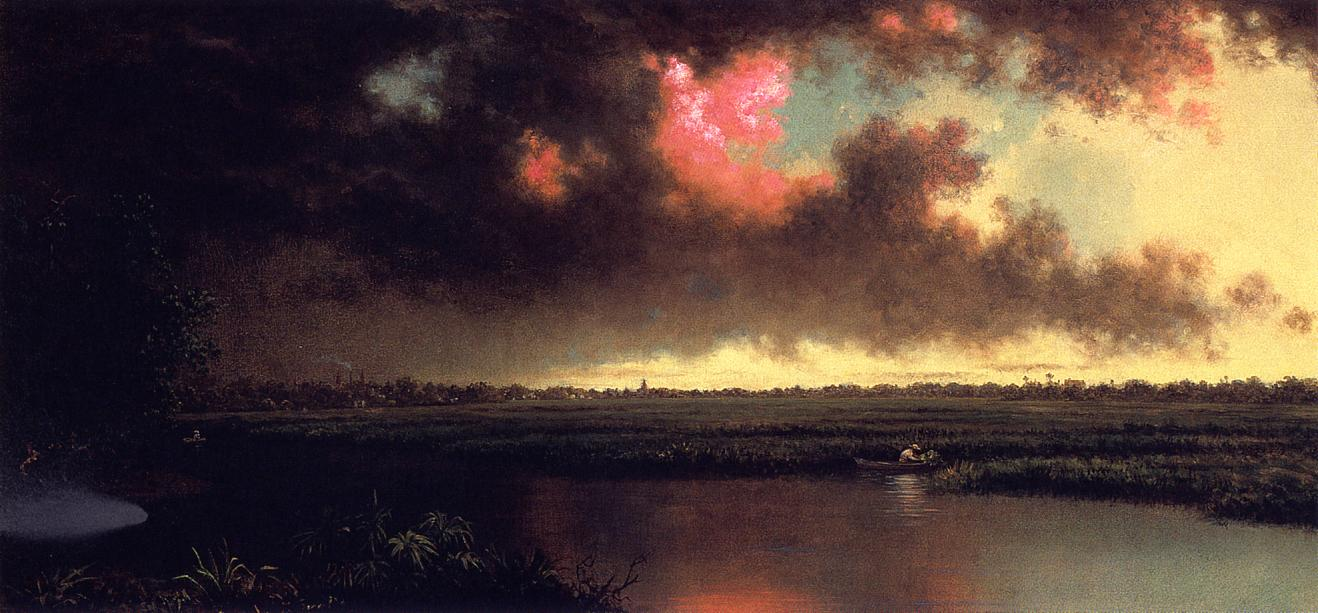
No rio San Sebastian, Flórida, 1883-1890
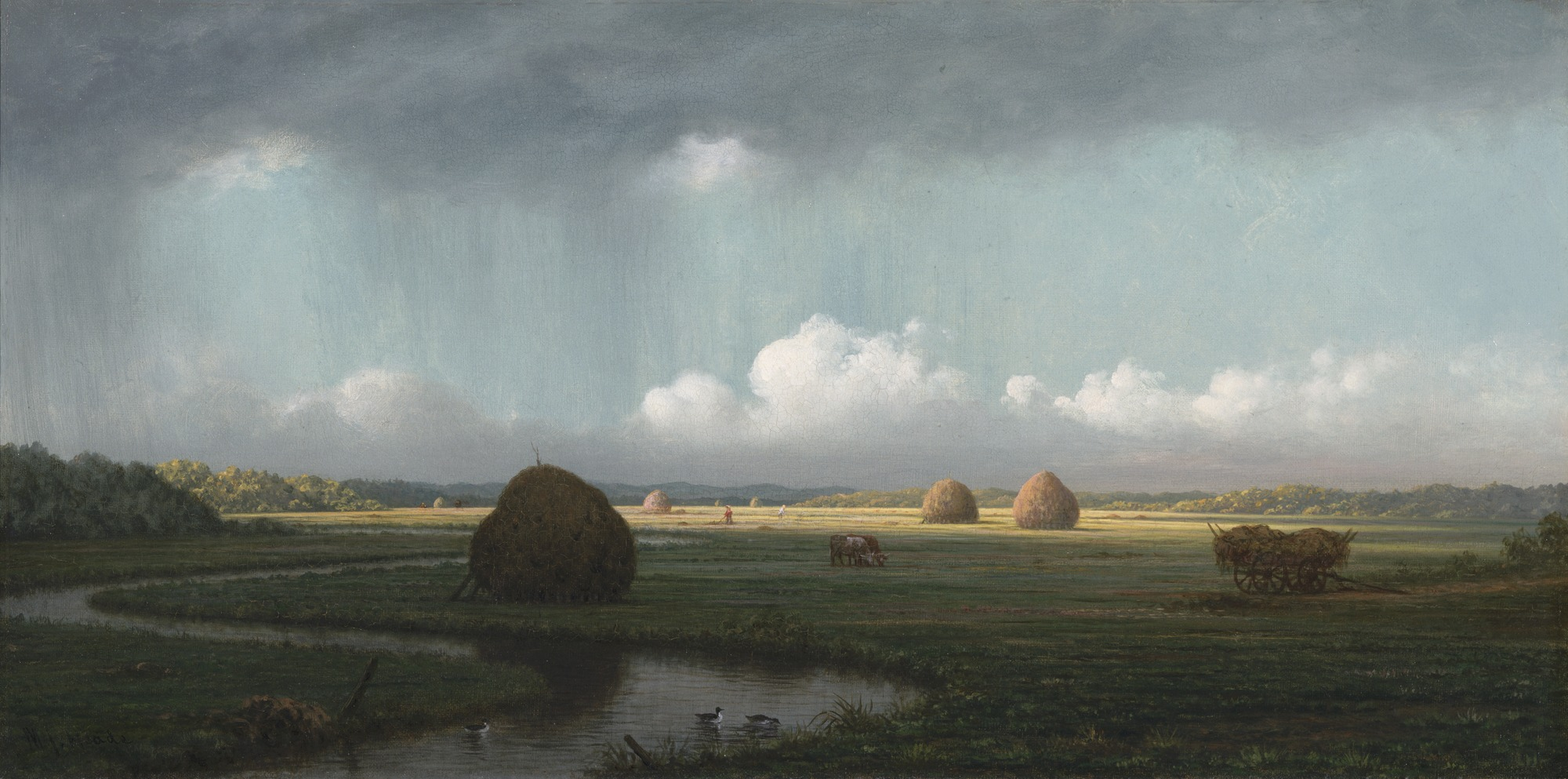
Chuveiros repentinos, Newbury Marshes, c. 1865-1875
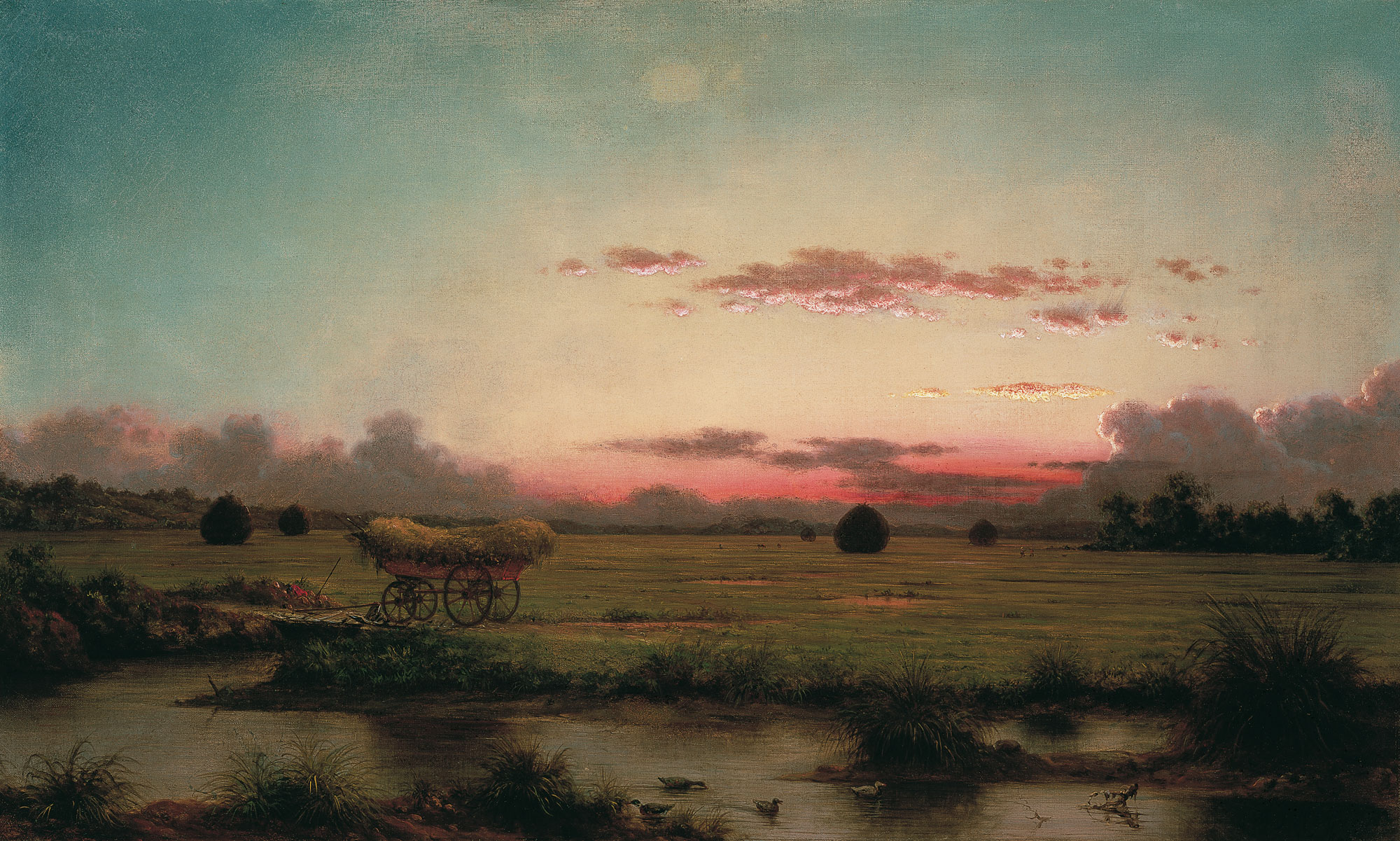
The Marshes at Rhode Island, 1866
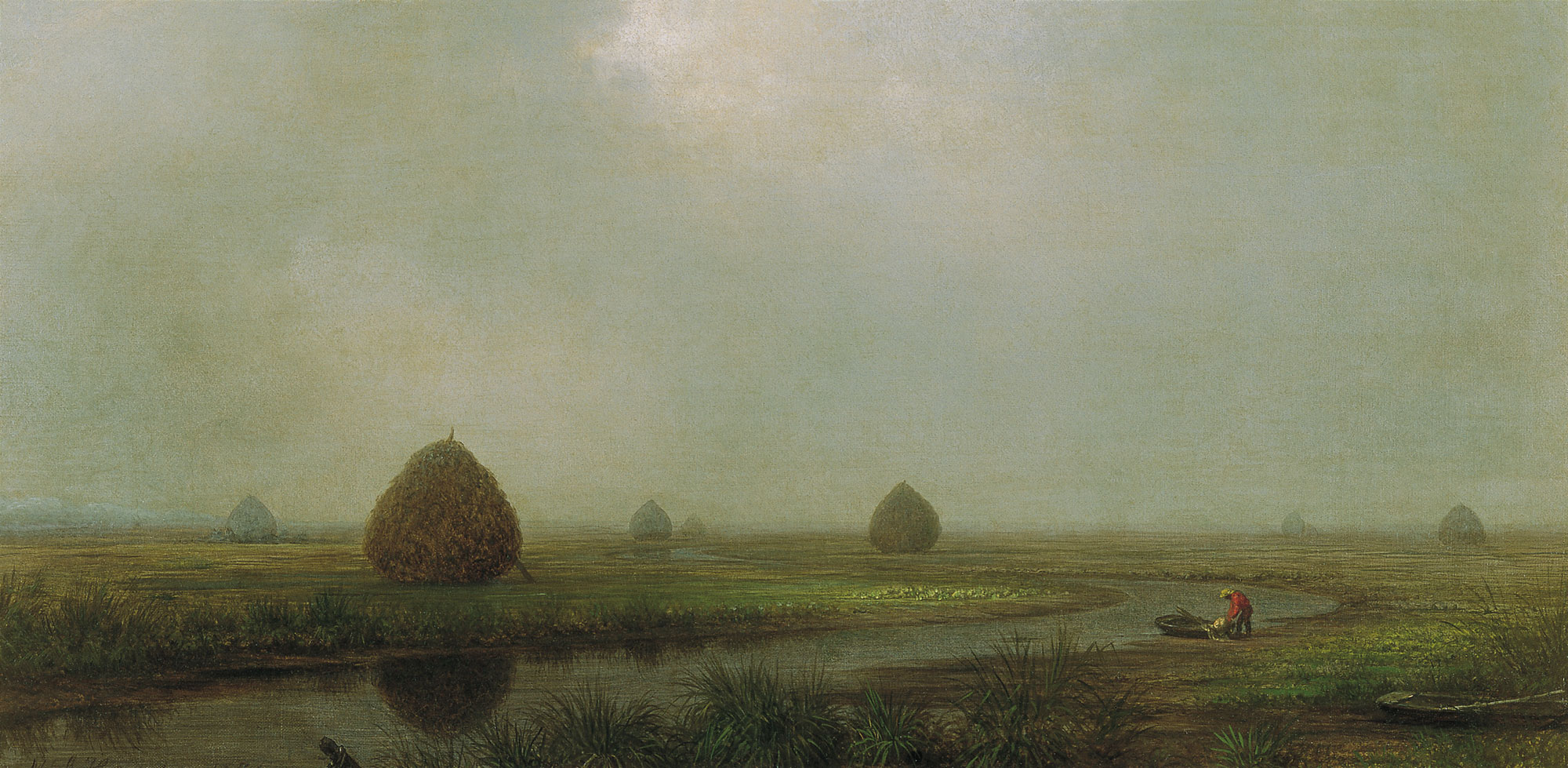
Jersey Marshes, 1874
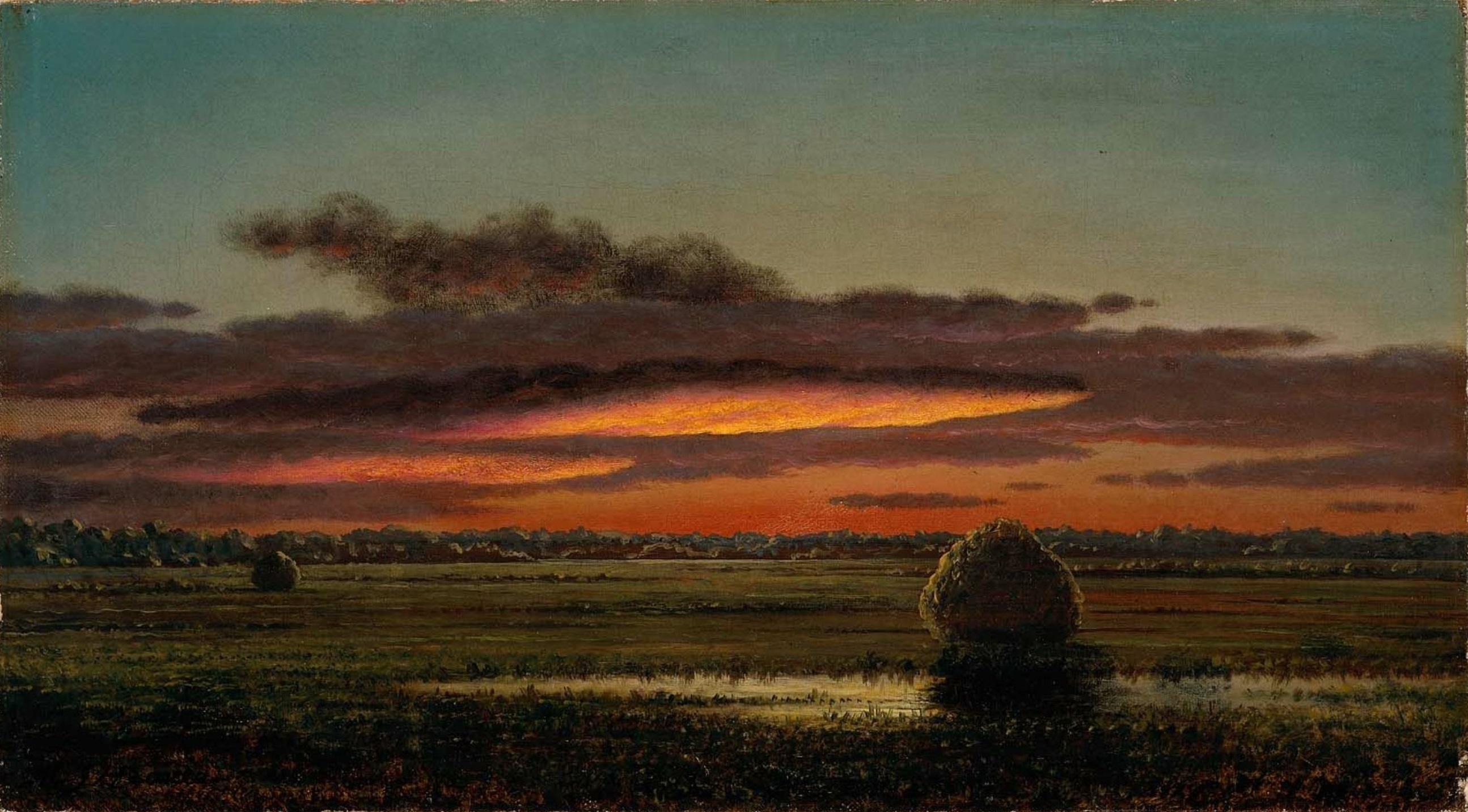
Sunset Over the Marshes, 1890–1904
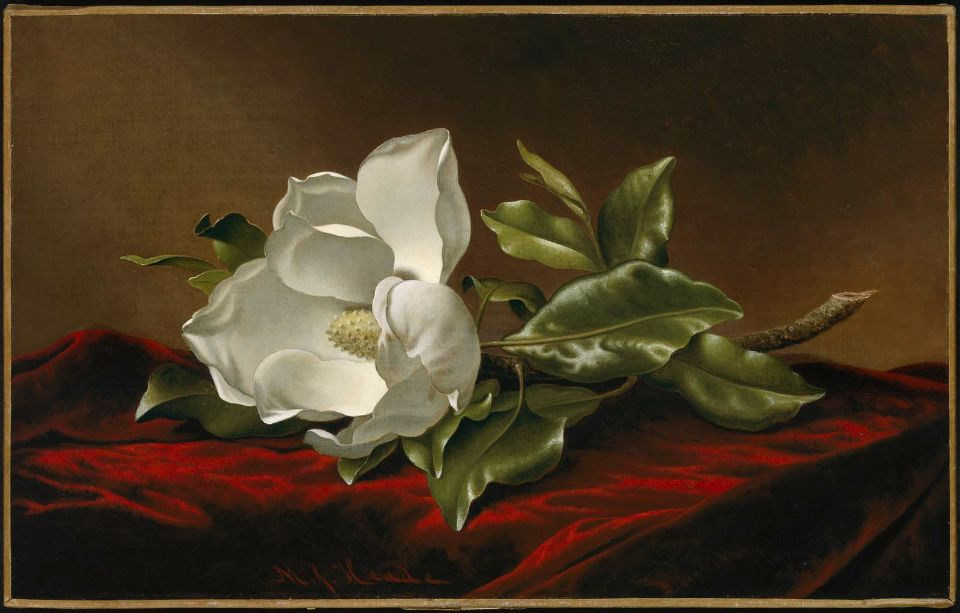
Magnolia Grandiflora, 1885-1895
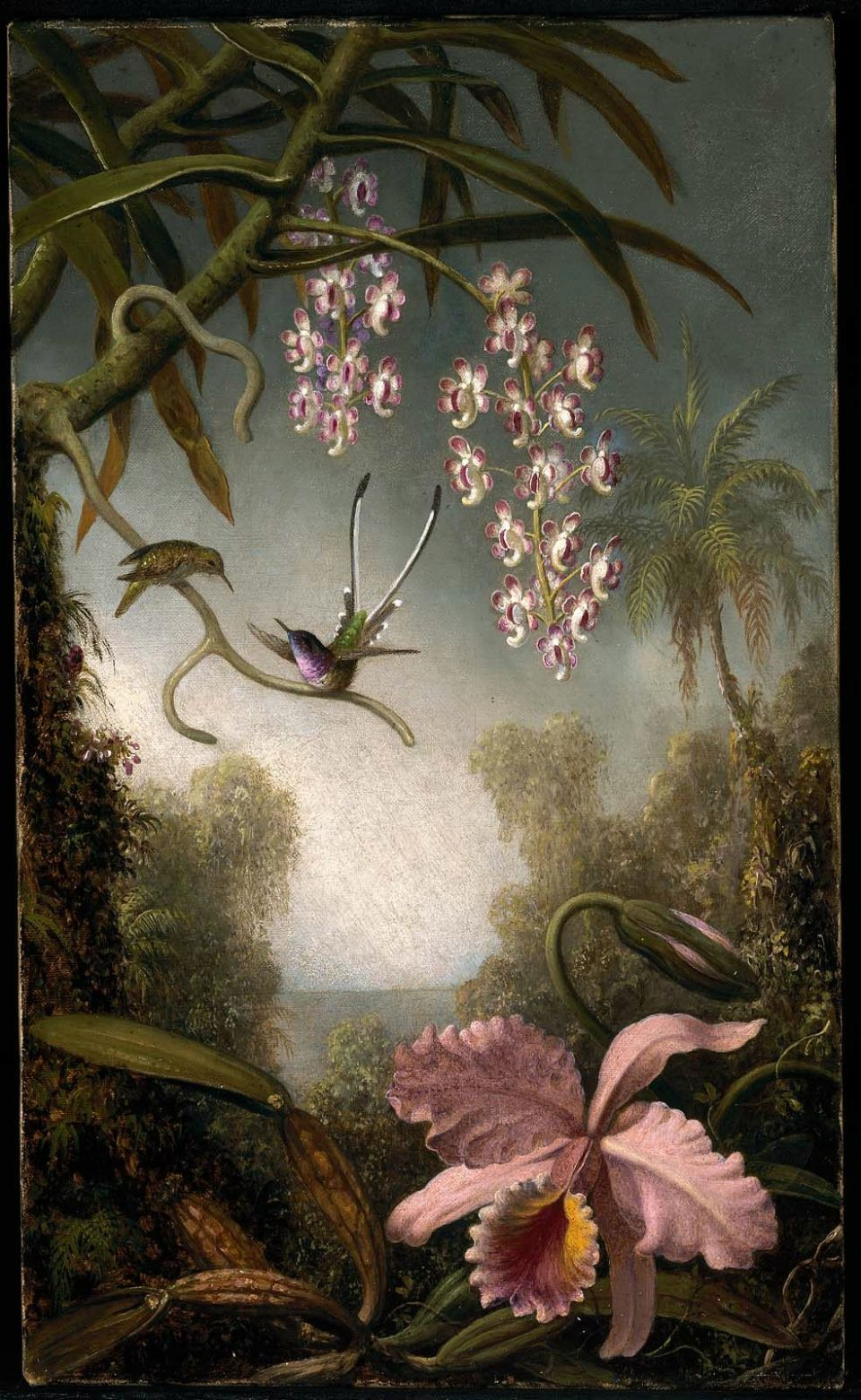
Orchids and Spray Orchids with Hummingbird, cerca de 1875-1890
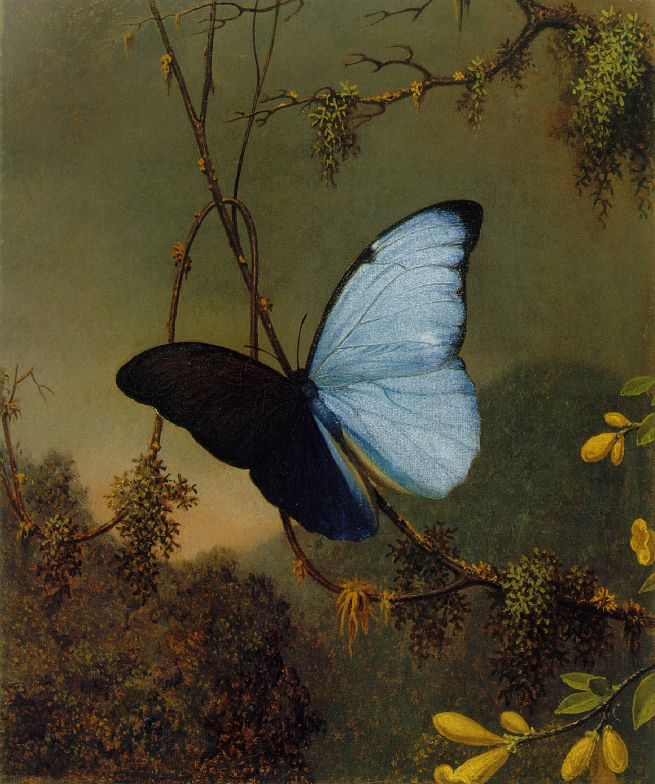
Borboleta Morpho Azul, data desconhecida
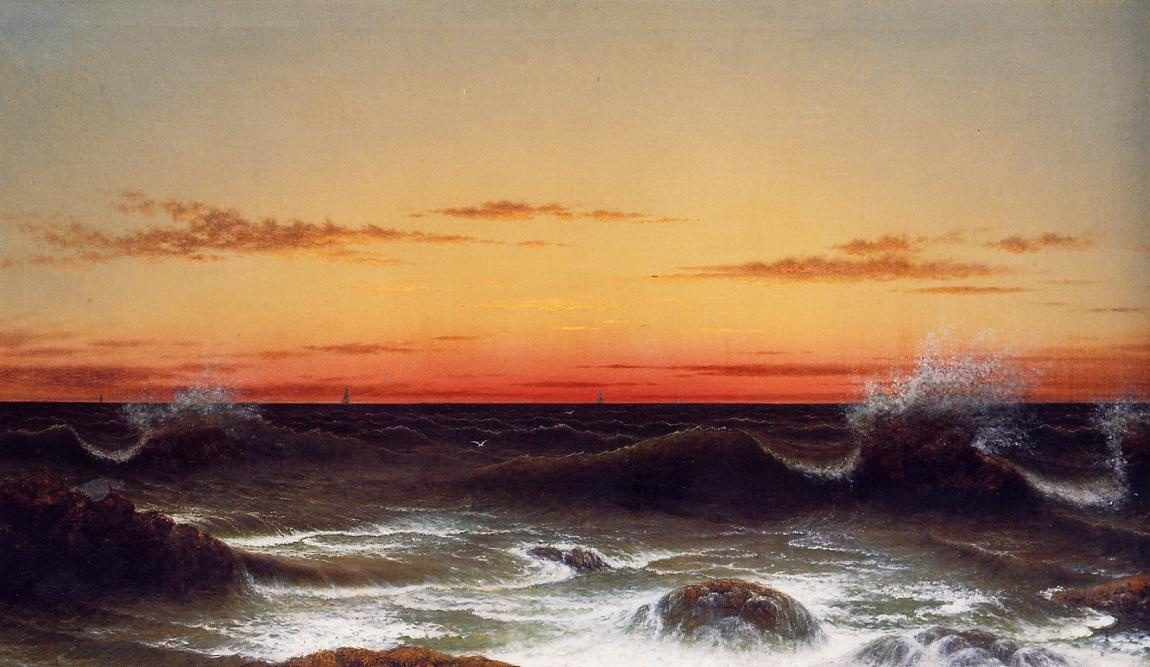
Vista do mar: pôr do sol, data desconhecida